# Believe Again
Believe Again è una canzone pop scritta da Delta Goodrem, Brian McFadden, Stuart Crichton, Nigel Hove e Tommy Lee James, prodotta da Stuart Crichton e Marius de Vries per il terzo album della Goodrem, Delta (2007). La canzone è stata pubblicata come secondo singolo dell'album l'8 dicembre 2007. 